# Paineiras (Teresópolis)
Paineiras é um bairro de Teresópolis, cidade localizada no interior do estado do Rio de Janeiro.

## Demografia
De acordo com o Instituto Brasileiro de Geografia e Estatística (IBGE), sua população no ano de 2010 era de 3 077 habitantes, sendo 1 572 mulheres (51.1%) e 1 505 homens (48.9%), possuindo um total de 948 domicílios.